# Two's a Crowd
Two’s a Crowd is het vierde muziekalbum van Pilot. Het album wordt opgenomen zonder William Lyall en Stuart Tosh die respectievelijk een solocarrière en bij 10cc beginnen. Alhoewel nog duidelijk Pilot in de zang, in de oorspronkelijke frisheid van de band verdwenen. Alan Parsons heeft een grote invloed gehad op dit album. Zijn (destijds) maat Eric Woolfson zorgt ervoor dat Pilot bij Arista terechtkan; Parsons produceert en zijn vaste orkestrator Andrew Powell zorgt daar ook hier voor. Sommige composities lijken dan ook zo overgenomen te zijn van een van de albums van die drie; vooral vanaf track (7) is de invloed van de heren te horen. Verbazingwekkend is dat achteraf gezien niet; Pilot wordt opgeheven en Paton en Bairnson duiken met Parsons de studio in voor I Robot, daarna gaan de heren verder in de studio met Paul McCartney voor zijn monsterhit Mull of Kyntire.
Arista promoot het album maar matig en het verkoopt veel minder dan de eerste drie albums. Pas veel later (2005) dan de andere drie volgt een release op cd, alleen in Japan; hetzelfde geldt overigens voor Blue Yonder.

## Musici
- David Paton – gitaar, basgitaar, zang
- Ian Bairnson – gitaar, basgitaar, zang
- Steve Swindells – toetsen
- Trevor Spencer / Henry Spinetti- slagwerk

## Composities
1. Get up and go (DP)(3:35)
2. Library door (DP)(3:36)
3. Creeping around at midnight (IB)(2:51)
4. One good reason why (IB)(3:37)
5. There’s a place (IB)(3:39)
6. The other side (DP)(3:58)
7. Monday Tuesday (IB)(4:09)
8. Ten feet tall (DP)(3:24)
9. Evi eye (DP)(3:49)
10. Mr. Do or Die (DP)(3:33)
11. Big screen kill (IB)(4:35)